# Le Christ au denier
Le Christ au denier (italien : Cristo della moneta) est une peinture à l'huile du peintre italien Titien réalisée vers 1516. Elle est conservée dans la Gemäldegalerie Alte Meister à Dresde.

## Description
La peinture a pour dimensions 75 × 56 cm. Le Christ est représenté avec un Pharisien. Il illustre le dialogue du Tribut d'après l'Évangile selon Matthieu, dans lequel Jésus, à la question de savoir si les Juifs doivent payer des taxes à l'empereur romain, répond : « Rendez donc à César ce qui est à César, et à Dieu ce qui est à Dieu ».

## Histoire
Titien a réalisé la peinture pour le duc Alphonse Ier d'Este de Ferrare. L'encadrement de bois a dû être encastré dans un placard du bureau du duc.
La peinture est parvenue en 1597 après la mort du dernier duc de Ferrare à Modène. En 1745, le roi Auguste III de Pologne l'acheta pour sa collection. 